# Stockholms nation, Linköping
Stockholms nation är en studentnation i Linköping.
I början av åttiotalet startade Bengt Öhman och Franco Zanetti en förening som kom att kallas för Club 08. 1983 konstituerades nationen. Den var länge den största i Linköping, men lades ned 2009, för att återstartas 2010 och 2012.

Stockholms nation två vännationer; Stockholms nation i Uppsala och Helsingkrona nation i Lund.